# Rather SV
Der Rather SV (offiziell: Rather Spielverein 1919 e. V.) ist ein Fußballverein aus dem Düsseldorfer Stadtteil Rath. Die erste Mannschaft spielte drei Jahre in der höchsten niederrheinischen Amateurliga.

## Geschichte
Der Verein wurde am 16. Februar 1919 gegründet und spielte in den 1920er Jahren zeitweilig in der zweithöchsten Spielklasse. Die ehemalige Handballabteilung erreichte zu dieser Zeit die Endrunden um die Westdeutsche Meisterschaft. Nachwuchsmangel führte dazu, dass die Abteilung im Jahre 1938 aufgelöst werden musste. Nach dem Ende des Zweiten Weltkrieges gelang den Rathern im Jahre 1947 der Aufstieg in die Bezirksklasse. Zwei Jahre später verpasste die Mannschaft in der Relegation gegen die TSG Karnap 07 den Sprung in die Landesliga, die seinerzeit höchste Amateurliga am Niederrhein. Schließlich gelang im Jahre 1953 der Aufstieg in die Landesliga. Drei Jahre später verpasste der Spielverein als Zwölfter die Qualifikation zur neu geschaffenen Verbandsliga Niederrhein um Längen.
Nach einem vierten Platz in der Saison 1957/58 mussten die Rather ein Jahr später in die Bezirksklasse absteigen. Im Jahre 1970 gelang der Wiederaufstieg in die Landesliga, dem der sofortige Wiederabstieg als abgeschlagener Tabellenletzter folgte. Die Rather wurden daraufhin in die Kreisklasse durchgereicht, bevor sie 1975 wieder in die Bezirksklasse aufsteigen konnten. Anschließend wurde der Rather Spielverein zu einer Fahrstuhlmannschaft zwischen Bezirks- und Kreisliga. Im Jahre 2012 gelang der Mannschaft wieder der Aufstieg in die Bezirksliga, dem drei Jahre später der Aufstieg in die Landesliga folgte. Im Jahre 2022 stiegen die Rather wieder in die Bezirksliga ab, ehe der Verein 2025 nach zwei Abstiegen in Folge in der Kreisliga B ankam.
Der Rather SV trägt seine Heimspiele auf dem Nebenplatz das Rather Waldstadions aus.

## Persönlichkeiten
- Alon Abelski
- Benjamin Baltes
- Marlon Frey
- Marcel Podszus
- Yannick Salem